# Asilo Arkham
O Asilo Elizabeth Arkham para os Criminalmente Insanos (Elizabeth Arkham Asylum for the Criminally Insane), frequentemente referido como Arkham Asylum, ou simplesmente Arkham, é um hospital psiquiátrico fictício presente nas histórias de banda desenhada americanas publicadas pela DC Comics, mais frequentemente nas séries do super-herói Batman. Muitos criminosos psicóticos do Universo DC já foram internados em Arkham, a maioria deles pertencentes ao universo Batman; como o Coringa, Pinguim, Hera Venenosa, Charada, Duas-Caras, Senhor Frio, Espantalho, Bane, Crocodilo, Arlequina (como psíquiatra e internada ocasionalmente, por conta de ser incarcerada regularmente no penitenciário de Belle Reve), Ra's Al Ghul e Hugo Strange.
O nome Arkham Asylum foi retirado do sanatório da cidade fictícia de Arkham, Massachusetts, descrita em muitos dos contos de terror e de ficção científica de H.P. Lovecraft, com o primeiro a ser "The Unnamable" (1923). O Asilo apareceu pela primeira vez em Batman #258 (Outubro de 1974), escrito por Dennis O'Neil com desenhos de Irv Novick. Nessa história o Asilo é descrito como "Hospital Arkham", embora não tenha ficado claro na época que tipo de hospital era. A descrição "Asilo Arkham" apareceu pela primeira vez no ano seguinte, noutra história de O'Neil, porém só em 1979 o nome "Asilo Arkham" substituiu em definitivo "Hospital Arkham" (e o ocasional "Sanatório Arkham"), como o nome da instituição.

## Criação
Inspirado por trabalhos de H.P. Lovecraft, o asilo foi criado pelo escritor Dennis O'Neil, com primeira aparição em Batman #258 (Outubro 1974); muito de sua história foi criada por Len Wein durante os anos 1980.

## Origem
No universo ficcional das histórias de Batman, o asilo foi fundado pelo psiquiatra Amadeus Arkham em honra de sua finada mãe, Elizabeth Arkham. Antes de abrir o asilo, em 1 de abril de 1921, a esposa e filha de Amadeus foram estupradas e mutiladas por Martin "Mad Dog" Hawkins, um criminoso insano. Quando o asilo abriu suas portas, Hawkins foi um dos primeiros internos. O doutor Arkham cuidou dele por 6 meses, porém o eletrocutou no aniversário do assassinato de sua família, em 1922. No fim, o próprio Amadeus se tornou insano e foi internado, morrendo no asilo.
Jeremiah Arkham é o neto de Amadeus e por muitos anos foi diretor, realizando reformas na estrutura do edifício do Arkham e no tratamento ameno com os internos, que depois descobriu-se tratar de uma farsa. Foi descoberto que Jeremiah levava vida dupla, como Máscara Negra, formando uma gangue de vilões como Pinguim e o Espantalho.

## Internos famosos
Dentre os internos pertencentes ao universo Batman, podem ser citados: O Coringa, Duas-Caras, Pinguim, Dr. Hugo Strange, Espantalho, Hera Venenosa, Arlequina, Ventríloquo, Victor Zsasz, Máscara Negra, Cara-de-Barro, Chapeleiro Louco, Charada, Senhor Frio, Crocodilo, Ra's Al Ghul e Barbara Kean. Outros internos famosos são:
Doutor Destino, Cheetah (Barbara Minerva) e Jean Loring (ex-mulher de Eléktron, assassina de Sue Dibny em Crise de Identidade).
Desconhecidos:
"Jane Doe", "Junkyard Dog", "Doodlebug", "Lunkhead", "Death Rattle", "Humpty Dumpty". Também, nos anos 1940, estavam o interno que esculpiu uma antiga lâmpada de trem a partir duma antiga lâmpada chinesa, dando origem a Lanterna de Alan Scott, o primeiro Lanterna Verde.

## Graphic Novel
Asilo Arkham também é o título de uma graphic novel de 1989, escrita por Grant Morrison e ilustrada por Dave McKean. Lançado originalmente no Brasil em 1990, Asilo Arkham é considerado um dos títulos mais lidos e comentados na história dos quadrinhos. A história soa como um golpe de misericórdia na moral do Batman. Os internos do Asilo Arkham - incluindo Coringa e demais inimigos do Batman, tomam conta do asilo e exigem a presença do herói, que é conduzido numa jornada de tortura física e psicológica pelos vilões.
Seguindo a mesma linha de Piada Mortal (de Alan Moore e Brian Bolland) e Justiça Cega (de Sam Hamm), Asilo Arkham mostra os pontos mais fracos do justiceiro de Gotham City. Grant Morrison mostra o que leva um sujeito - atormentado pela morte dos pais na infância - se vestir de morcego e sair à cata de marginais, acreditando que isso mudará o mundo.
Tudo começa com uma rebelião no manicômio judiciário de Gotham, o Asilo Arkham. Os presidiários do local, liderados pelo Coringa, exigem a presença de Batman. Dentro do Asilo, a situação se inverte: os maníacos é que perseguem o herói. Batman então revela sua fragilidade e se descontrola.
Paralelamente, o leitor conhece a história do Dr. Amadeus Arkham, fundador do asilo que leva seu nome. Marcado na infância pela loucura de sua mãe, ele resolve se dedicar à psiquiatria, mas acaba insano após o brutal assassinato de sua esposa e filha.
O estilo do desenhista McKean é fundamental para o clima “dark” e delirante da história. Somando isto à presença marcante do Coringa, Asilo Arkham é leitura obrigatória para qualquer fã do Homem-Morcego.

## Aparições em outras mídias
O asilo já apareceu nos filmes Batman Forever, Batman e Robin e Batman Begins. Ele também já apareceu nos desenhos de Batman e da Liga da Justiça, ambos da Warner Bros. Nos filmes Batman Forever e Batman e Robin, o asilo é uma torre alta em cima de um penhasco.
O asilo também está no Universo Estendido DC, aparecendo brevemente em Batman v Superman: Dawn of Justice, quando Lex Luthor (Jesse Eisenberg) é visitado na prisão pelo Batman (Ben Affleck), e apareceu também no início do filme Esquadrão Suicida, onde o Coringa (Jared Leto) transforma a Dra. Harleen Quinzel na Arlequina (Margot Robbie), também aparece em Zack Snyder's Justice League quando um polícia descobre que Lex Luthor se escapou, antes de ter uma reunião com o mercenário Exterminador (Joe Manganiello), para o anunciar que Batman é o Bruce Wayne. O asilo também aparece em The Batman, e na terceira temporada de Titans onde está encarcerado o Espantalho (Vincent Kartheiser)
Em 2009, o Asilo Arkham foi o tema príncipal do novo jogo lançado para Xbox 360, PlayStation 3 e PC intitulado Batman: Arkham Asylum, onde o jogador guia o super-herói em busca do líder de uma rebelião, justamente o Coringa. O jogo ganhou continuações : Batman: Arkham City, Batman: Arkham Origins e Batman: Arkham Knight.